# Deutsche Hundszunge
Die Deutsche Hundszunge (Cynoglossum germanicum), auch Wald-Hundszunge genannt, ist eine Pflanzenart aus der Gattung der Hundszungen (Cynoglossum) innerhalb der Familie der Raublattgewächse (Boraginaceae). Sie ist in Europa verbreitet.

## Beschreibung

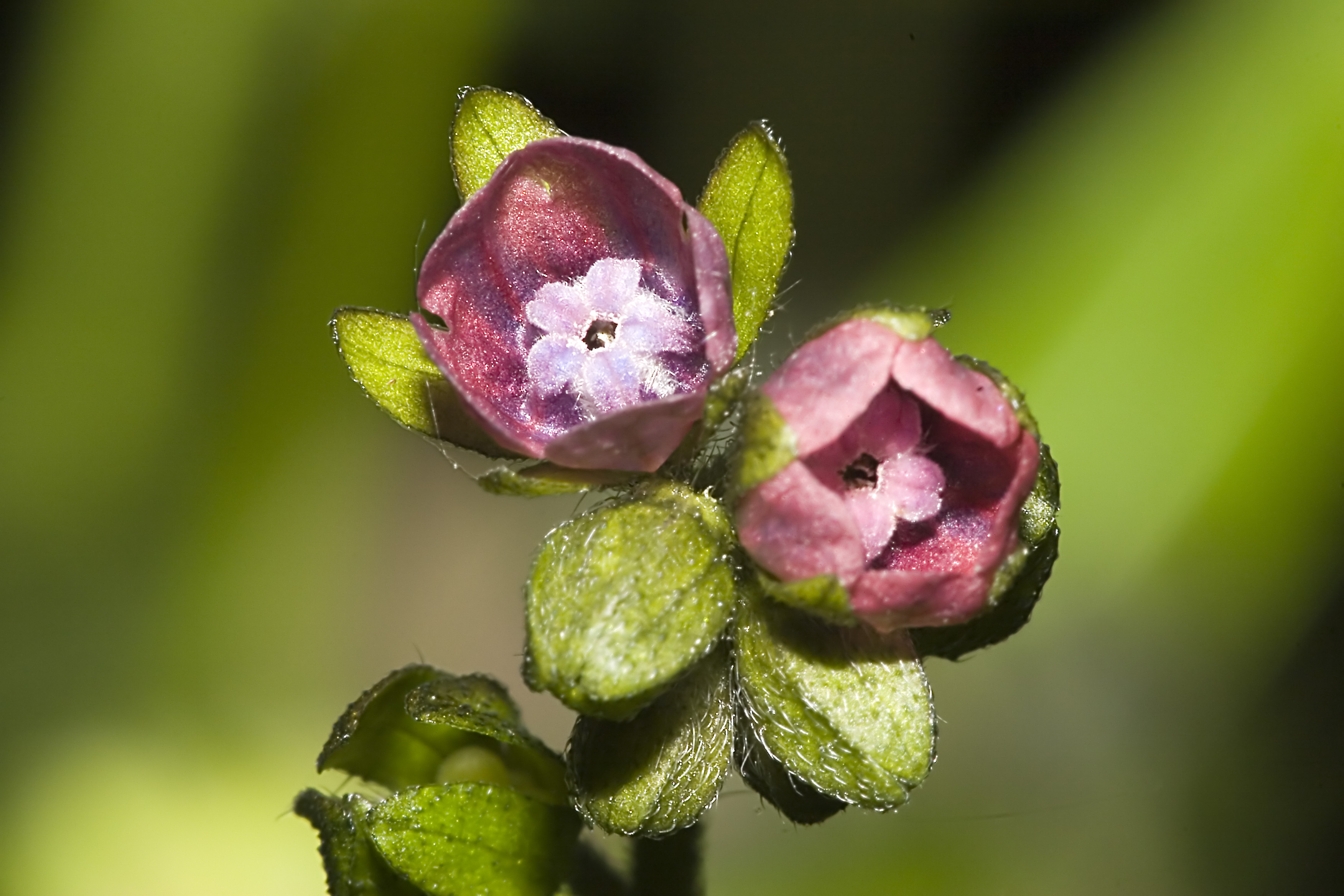
Blüten

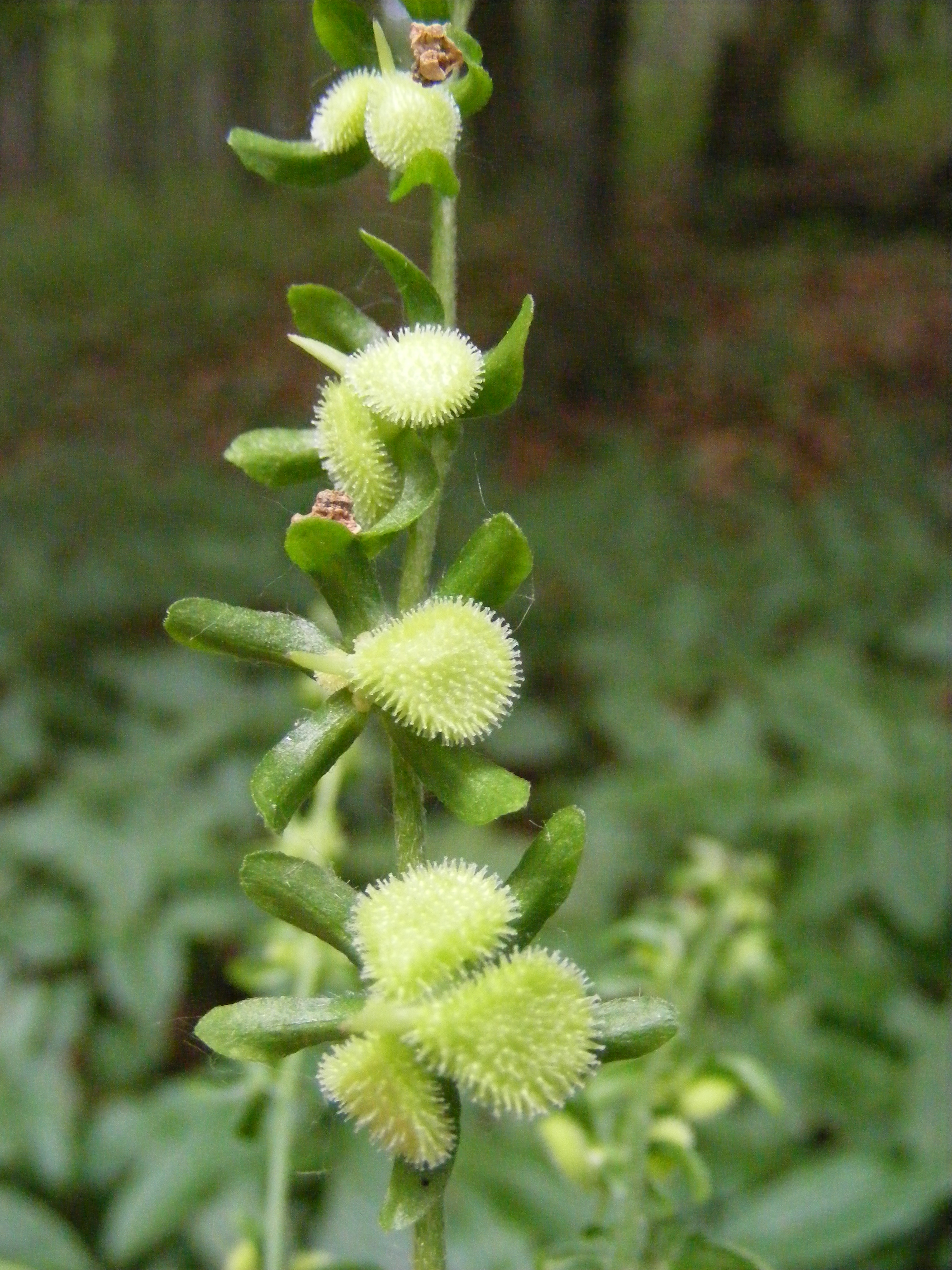
Fruchtstand

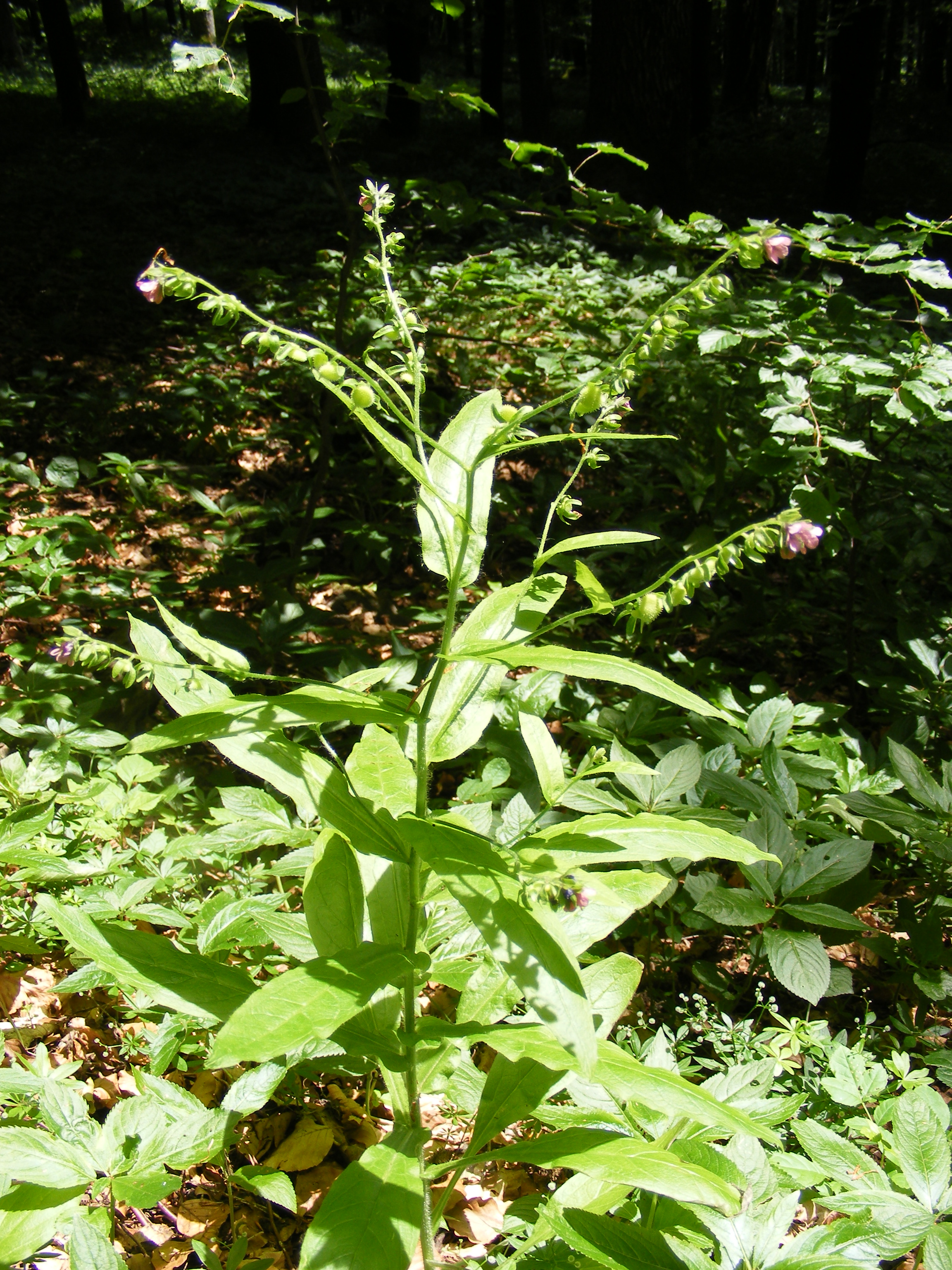
Habitus und Laubblätter

### Vegetative Merkmale
Die Deutsche Hundszunge ist eine zweijährige krautige Pflanze, die im ersten Jahr lediglich eine Blattrosette und eine dicke Pfahlwurzel ausbildet. Die Blattspreiten der Grundblätter sind breit-lanzettlich, ganzrandig, oberseits fast kahl und glänzend, unterseits behaart. Im zweiten Jahr wachsen die 20 bis 80 Zentimeter hohen, meist abstehend behaarten, nur oben verzweigten Blütenstängel. Die unteren Blätter am Stängel sind gestielt, die oberen sitzend, zum Teil stängelumfassend, herzförmig oder breit abgerundet.

### Generative Merkmale
Die Blütezeit reicht von Mai bis Juli. Der Blütenstand ist ein langer, lockerer, traubenähnlicher, sparrig abstehender, nur unter den Blüten ein Hochblatt tragender Wickel. Die Blüten stehen an etwa 5 Millimeter langen, sich postfloral verlängernden Stielen. Die hängenden Blüten besitzen eine 4 bis 5 Millimeter lange, rotviolette Krone. Die Kronröhre, aus der die Schlundschuppen herausragen, ist länger als der Kelch. Der Kelch ist fast bis zum Grund in elliptische, etwa 4 Millimeter lange, postfloral bis 7 Millimeter lange ausgebreitete Zipfel gespalten. Die Klausenfrüchte zerfallen in Teilfrüchte, sie 6 bis 8 Millimeter lang und gleichmäßig mit 0,5 bis 0,8 Millimeter langen Stacheln besetzt sind.

### Chromosomensatz
Die Chromosomengrundzahl beträgt x = 11; es liegt Diploidie vor mit einer Chromosomenzahl von 2n = 24.

## Ökologie
Bei der Deutschen Hundszunge handelt es sich um einen helomorphen Hemikryptophyten. Die Bestäubung erfolgt durch Insekten. Die Klausen sind die Diasporen. Die Deutsche Hundszunge scheint früher in den Buchenwäldern der Krim besonders durch Wisente verbreitet worden zu sein.

## Vorkommen und Gefährdung
Die Deutsche Hundszunge ist eine europäische Art, die von Süd- und Mittelengland, den Pyrenäen, Südfrankreich und Kroatien bis zum Kaspischen Meer vorkommt. Die Nordgrenze der Verbreitung läuft vom norddeutschen Hügelland über Rumänien nach Südrussland. Das genaue Verbreitungsgebiet ist unsicher, da die Deutsche Hundszunge oft mit der Gewöhnlichen Hundszunge verwechselt wird. Die Deutsche Hundszunge wird regional auf den Roten Listen geführt, gilt aber 1996 in Deutschland insgesamt nicht als gefährdet.
Die Deutsche Hundszunge wächst auf frischen, meist stickstoffreichen, basen- und kalkreichen, lehmigen, häufig auch steinigen Böden an Waldrändern, auf Waldlichtungen, an Wegböschungen und auf beschattetem Felsschutt. Sie steigt im Schweizer Jura bis in eine Höhenlage von 1380 Metern auf.
Cynoglossum germanicum ist eine Charakterart des Alliario-Cynosuretum germanici aus dem Verband der nitrophytischen Waldsaumgesellschaften (Alliarion).
Die ökologischen Zeigerwerte nach Landolt et al. 2010 sind in der Schweiz: Feuchtezahl F = 3 (mäßig feucht), Lichtzahl L = 3 (halbschattig), Reaktionszahl R = 4 (neutral bis basisch), Temperaturzahl T = 3+ (unter-montan und ober-kollin), Nährstoffzahl N = 4 (nährstoffreich), Kontinentalitätszahl K = 2 (subozeanisch).

## Taxonomie
Diese Art war zuerst von Johann Thal aus dem Harz als Cynoglossum sylvaticum hercynicum und dann von Johann Bauhin aus den Vogesen als Cynoglossum folio virente entdeckt worden. Die gültige Erstveröffentlichung als Cynoglossum germanicum erfolgte 1767 durch Nikolaus Joseph von Jacquin in Observationes Botanicae, Band 2, S. 31.